# Casa Rolão
A Casa Rolão localiza-se na Avenida Central, na freguesia de Braga (São José de São Lázaro e São João do Souto), cidade e município de Braga, distrito do mesmo nome, em Portugal.

## História
Constitui-se em uma casa apalaçada, edificada entre 1758 e 1761 por iniciativa da família Rolão, que se dedicava ao fabrico de sedas, e projetada pelo arquitecto bracarense André Soares.
Encontra-se classificada como Imóvel de Interesse Público desde 1977.
Actualmente, está ocupada pela livraria Centésima Página.